# Oulad Ghanem
Oulad Ghanem (franska: Oulad Ghanem (CR), Oulad Ghanem (Commune Rurale), arabiska: اولاد عيسى) är en kommun i Marocko.   Den ligger i provinsen El Jadida och regionen Casablanca-Settat, i den norra delen av landet, 230 km sydväst om huvudstaden Rabat. Antalet invånare är 22 342.